# Джезико
Джезико (итал. Gesico) — коммуна в Италии, располагается в регионе Сардиния, в провинции Кальяри.
Население составляет 988 человек (2008 г.), плотность населения составляет 39 чел./км². Занимает площадь 26 км². Почтовый индекс — 9040. Телефонный код — 070.
Покровительницей коммуны почитается святая Иуста, празднование 14 мая.

## Демография
Динамика населения:

## Администрация коммуны
- Официальный сайт: https://web.archive.org/web/20060204225720/http://www.gesico.com/